# العلاقات البليزية التشيلية
العلاقات البليزية التشيلية هي العلاقات الثنائية التي تجمع بين بليز وتشيلي.

## مقارنة بين البلدين
هذه مقارنة عامة ومرجعية للدولتين:
| وجه المقارنة                                              | بليز         | تشيلي                         |
| --------------------------------------------------------- | ------------ | ----------------------------- |
| المساحة (كم2)                                             | 22.97 ألف    | 756.10 ألف                    |
| عدد السكان (نسمة)                                         | 374.68 ألف   | 17.37 مليون                   |
| الكثافة السكانية (ن./كم²)                                 | 16.31        | 22.97                         |
| العاصمة                                                   | بلموبان      | سانتياغو                      |
| اللغة الرسمية                                             | لغة إنجليزية | اللغة الإسبانية               |
| العملة                                                    | دولار بليزي  | بيزو تشيلي، وحدة حساب تشيلية ‏ |
| الناتج المحلي الإجمالي (بليون دولار)                      | 1.84 مليار   | 277.08 مليار                  |
| الناتج المحلي الإجمالي (تعادل القوة الشرائية) بليون دولار | 3.05 مليار   | 419.39 مليار                  |
| الناتج المحلي الإجمالي الاسمي للفرد دولار أمريكي          | 4.88 ألف     | 13.42 ألف                     |
| الناتج المحلي الإجمالي للفرد دولار أمريكي                 | 8.42 ألف     | 22.07 ألف                     |
| مؤشر التنمية البشرية                                      | 0.715        | 0.832                         |
| رمز المكالمات الدولي                                      | +501         | +56                           |
| رمز الإنترنت                                              | .bz          | .cl                           |
| المنطقة الزمنية                                           | 00           | 00، 00، 00، 00                |

## منظمات دولية مشتركة
يشترك البلدان في عضوية مجموعة من المنظمات الدولية، منها:
| علم المنظمة | اسم المنظمة                                                          | تاريخ انضمام بليز | تاريخ انضمام تشيلي |
| ----------- | -------------------------------------------------------------------- | ----------------- | ------------------ |
|             | وكالة ضمان الاستثمار متعدد الأطراف                                   | 29 يونيو 1992     | 12 أبريل 1988      |
|             | منظمة الشرطة الجنائية الدولية                                        | ?                 | ?                  |
|             | منظمة حظر الأسلحة الكيميائية                                         | ?                 | ?                  |
|             | الاتحاد البريدي العالمي                                              | ?                 | ?                  |
|             | منظمة التجارة العالمية                                               | ?                 | ?                  |
|             | الفريق المعني برصد الأرض                                             | ?                 | ?                  |
|             | الأمم المتحدة                                                        | 25 سبتمبر 1981    | 24 أكتوبر 1945     |
|             | مؤسسة التمويل الدولية                                                | 19 مارس 1982      | 15 أبريل 1957      |
|             | يونسكو                                                               | 10 مايو 1982      | 7 يوليو 1953       |
|             | مؤسسة التنمية الدولية                                                | 19 مارس 1982      | 30 ديسمبر 1960     |
|             | البنك الدولي للإنشاء والتعمير                                        | 19 مارس 1982      | 31 ديسمبر 1945     |
|             | وكالة حظر الأسلحة النووية في أمريكا اللاتينية ومنطقة البحر الكاريبي ‏ | ?                 | ?                  |
|             | الاتحاد الدولي للاتصالات                                             | 16 ديسمبر 1981    | 1908               |

## وصلات خارجية
- موقع وزارة الخارجية البليزية
- موقع وزارة الخارجية التشيلية